# 河瀬ひとみ
河瀬 ひとみ（かわせ ひとみ、1993年4月11日 - ）は、日本の女子バスケットボール選手である。ポジションはセンター。Wリーグのプレステージ・インターナショナル アランマーレ所属。

## 来歴
神奈川県出身。
金沢総合高校でインターハイ、松蔭大でインカレをそれぞれ優勝。
卒業後は当時地域リーグ所属だったプレステージ・インターナショナル アランマーレに加入。2021年よりWリーグ参入。